# 신정호 (호수)
아산 신정호수는 일제강점기인 1926년에 만든 담수면적 92ha(27만 평)의 인공 저수지로 아산시 방축동에 있다. 이곳은 1984년에 국민관광단지로 바뀌었고 호수 주변에는 야외음악당, 잔디광장, 음악분수공원, 조각공원이 조성되어 있으며 자전거 라이딩과 트래킹으로 유명한 곳이다.
- 1926 인공호수 조성(담수면적 92ha)
- 1971.05.20. 관광지 지정
- 1985.08.01. 관광지 조성계획 승인
- 1985.11.22. 관광지 지정 변경승인
- 1987.06~2008.01 관광지 조성계획 변경(7회)
- 2010.10.17. 관광지 조성계획 변경승인

### 건축법에 의한 제한
신정호 인근은 건축법상 보존녹지로 술을 파는 일반음식점은 들어올 수 없고, 휴게음식점만 가능하다.

### 아산조종면허시험장
수상에서 모터보트, 고무보트, 수상오토바이 등 5마력 이상의 동력수상레저기구를 조종하는데 필요한 동력수상레저기구 실기시험장이 있다.